# Jack Marshman
Jack Marshman, född 19 december 1989 i Abertillery, är en walesisk MMA-utövare som sedan 2016 tävlar i organisationen Ultimate Fighting Championship.